# Unique Development Studios
Unique Development Studios (oder UDS) war ein Video- und Computerspiel-Entwickler in Norrköping und Göteborg, Schweden. Das Unternehmen entwickelte Spiele für Microsoft Windows und Videospiel-Konsolen.

## Spiele

### Dreamcast
- Sno-Cross Championship Racing

### Game Boy Advance
- Monster Jam: Maximum Destruction

### Game Boy Color
- No Fear Downhill Mountain Bike Racing

### GameCube
- Futurama (abgebrochen)
- Tennis Masters Series 2003

### PC
- Absolute Pinball
- Airfix Dogfighter
- Asterix Mega Madness
- Hot Wheels: Micro Racers
- Bleifuss Fun
- Mulle Meck builds Airplanes
- SnowCross Championship Racing

### Playstation
- Asterix Mega Madness
- No Fear Downhill Mountain Biking
- Sno-Cross Championship Racing
- World’s Scariest Police Chases
- WRC Arcade

### PlayStation 2
- Futurama
- Tennis Masters Series 2003
- eJay Clubworld: The Music Making Experience

### Xbox
- Futurama
- The Kore Gang (abgebrochen)